# James Carragher
James Carragher (Liverpool, 11 de noviembre de 2002) es un futbolista británico, nacionalizado maltés, que juega en la demarcación de defensa para el Wigan Athletic F. C. de la EFL League One.

## Selección nacional
Hizo su debut con la selección de Malta el 21 de marzo de 2025 en un encuentro de clasificación para la Copa Mundial de Fútbol de 2026 contra Finlandia que finalizó con un resultado de 0-1 a favor del combinado finlandés tras el gol de Oliver Antman.

## Clubes
| Club                                        | País       | Año       | Partidos | Goles |
| ------------------------------------------- | ---------- | --------- | -------- | ----- |
| Wigan Athletic F. C.                        | Inglaterra | 2021-2022 | 2        | 0     |
| Oldham Athletic A. F. C. (cedido)           | Inglaterra | 2022-2023 | 6        | 0     |
| Wigan Athletic F. C.                        | Inglaterra | 2023      | 1        | 0     |
| Inverness Caledonian Thistle F. C. (cedido) | Escocia    | 2024      | 20       | 0     |
| Wigan Athletic F. C.                        | Inglaterra | 2024-     | 40       | 2     |